# Хапо-Оє
Хапо-Оє (рос. Хапо-Ое) — присілок у Всеволожському районі Ленінградської області Російської Федерації.
Населення становить 1025 осіб. Належить до муніципального утворення Колтушське сільське поселення.

## Історія
Від 1 серпня 1927 року належить до Ленінградської області.

## Населення
| 1896  | 1926 | 1939 | 1958 | 1997 | 2007 | 2010  |
| ----- | ---- | ---- | ---- | ---- | ---- | ----- |
| 128   | ↗192 | ↗228 | ↘218 | ↗975 | ↘938 | ↗1080 |
| 2017  |      |      |      |      |      |       |
| ↘1025 |      |      |      |      |      |       |